# 김선웅 (만화가)
김선웅(1981년 ~ )은 대한민국의 인터넷 만화작가이다.
대전광역시 출신이며, 한국외국어대학교 포르투갈어학과를 졸업했다. 굽시니스트라는 필명으로 디시인사이드 카툰연재갤러리(약칭 카연갤)을 중심으로 활동, 패러디 시리즈인 《본격 2차세계대전 만화》를 통해 디시인사이드 특유의 문화를 패러디라는 방식으로 작품의 소재로 적절히 활용하여 선풍적인 인기를 모았다. 온라인상의 호평에 힘입어 애니북스에서 오프라인 단행본판이 출간되었다.
현재 주간지 《시사IN》에서 《본격 시사인 만화》라는 제목의 시사만화 연재를 하고 있으며, 연재했던 작품 중 일부를 단행본으로 엮어 공개하였다.

## 어린 시절
1981년 대전광역시에서 태어났다. 한국외국어대학교 포르투갈어학과 학사 학위를 취득했으며, 성균관대학교 교육대학원에서 《역사 교육만화 「먼 나라 이웃나라」 와 세계사 교육》라는 논문으로 석사학위를 취득했다.

## 작품
- 본격 제2차 세계대전 만화 시리즈
  - 1권 (ISBN 978-89-5919-215-1)
  - 2권 (ISBN 978-89-5919-300-4)
- 본격 시사인 만화 (《시사IN》에서 연재중)
  - 1권 ISBN 978-89-94973-00-5
  - 2권 ISBN 978-89-94973-11-1)
- 《어깨동무》[5] - 〈人權Begins〉 (ISBN 978-89-364-7225-2)